# Jonction triple de la Reine-Charlotte
 (février 2023).
Si vous disposez d'ouvrages ou d'articles de référence ou si vous connaissez des sites web de qualité traitant du thème abordé ici, merci de compléter l'article en donnant les références utiles à sa vérifiabilité et en les liant à la section « Notes et références ».
La jonction triple de la Reine-Charlotte est une jonction triple.
Située sur le plancher océanique de l'océan Pacifique, au large des îles de la Reine-Charlotte, elle est formée par les plaques Explorer, nord-américaine et pacifique. Il s'agit de la jonction de la fosse de la Reine-Charlotte, de la zone de subduction de Cascadia et de la dorsale Explorer.